# Tổng giáo phận Bangkok
Tổng giáo phận Bangkok (tiếng Thái: อัครสังฆมณฑลกรุงเทพฯ; tiếng Latinh: Archidioecesis Bangkokensis)  là một tổng giáo phận của Giáo hội Công giáo Rôma, theo nghi lễ Latin ở Thái Lan.
Nhà thờ chính tòa của tòa giám mục của tổng giáo phận là Nhà thờ Đức Mẹ Hồn Xác Lên Trời, Bangkok.

## Lịch sử
Lịch sử Tổng giáo phận Băng Cốc khởi đầu từ năm 1662, khi Hạt Đại diện Tông Tòa Xiêm được thành lập  trên lãnh thổ tách ra từ Hạt Đại diện Tông Tòa Đàng Trong (tại Việt Nam).
Sau đó, hạt đại diện này được đổi tên thành Hạt Đại diện Tông Tòa Đông Xiêm (Siam Orientale) vào ngày 10 tháng 9 năm 1841, bị mất lãnh thổ để thành lập Hạt Đại diện Tông Tòa Tây Xiêm. Vào ngày 5 tháng 5 năm 1899, nó tiếp tục bị chia tác để thành lập Hạt Đại diện Tông Tòa Lào.
Sau nhiều lần chia tách, hạt đại diện tông tòa Đông Xiêm được đổi tên thành Hạt Đại diện Tông Tòa Bangkok vào ngày 3 tháng 12 năm 1924. Sau đó, hạt đại diện này được chia tách thành nhiều hạt đại diện khác: vào ngày 30 tháng 6 năm 1930 để thành lập Lãnh thổ giáo luật sui iuris Rajaburi, ngày 11 tháng 5 năm 1944 để thành lập Hạt Đại diện Tông Tòa Chantaburi và vào ngày 17 tháng 11 năm 1959 để thành lập Giáo tỉnh Chieng-Mai, cả hai đều là giáo phận phụ thuộc.
Vào ngày 18 tháng 12 năm 1965, Hạt đại diện Tông Tòa Băng Cốc được nâng lên cấp bậc của Tổng giáo phận đô thành.
Vào ngày 9 tháng 2 năm 1967, Tổng giáo phận Băng Cốc được chia tách để thành lập Giáo phận Nakhon Sawan.
Tổng giáo phận đã đón chuyến viếng thăm của Giáo hoàng Gioan Phaolô II vào tháng 5 năm 1984 và Giáo hoàng Phanxicô tháng 11 năm 2019.

## Phạm vi
Tổng giáo phận có diện tích 18.831 km², và tính đến năm 2002, nó chịu trách nhiệm cho 81.646 Kitô hữu Công giáo, 0,7% trong số khoảng 12 triệu người sống trong khu vực. Nó bao gồm các tỉnh hành chính Ayutthaya, Bangkok, Nakhon Pathom, Nonthaburi, Pathum Thani, Samut Prakan, Samut Sakhon và Suphanburi; cũng là các phần phía tây của Sông Bang Pa Kong của Chachoengsao và Amphoe Ban Na của Nakhon Nayok thuộc về tổng giáo phận này.